# Cuscuta tuberculata
Cuscuta tuberculata är en vindeväxtart som beskrevs av T. S. Brandegee. Cuscuta tuberculata ingår i släktet snärjor, och familjen vindeväxter. Inga underarter finns listade i Catalogue of Life.